# جان دو وولف
جان دو وولف (هلندی: John de Wolf؛ زادهٔ ۱۰ دسامبر ۱۹۶۲) یک بازیکن فوتبال اهل هلند است.
وی همچنین در تیم ملی فوتبال هلند بازی کرده‌است.